# Agulla de fer mitja

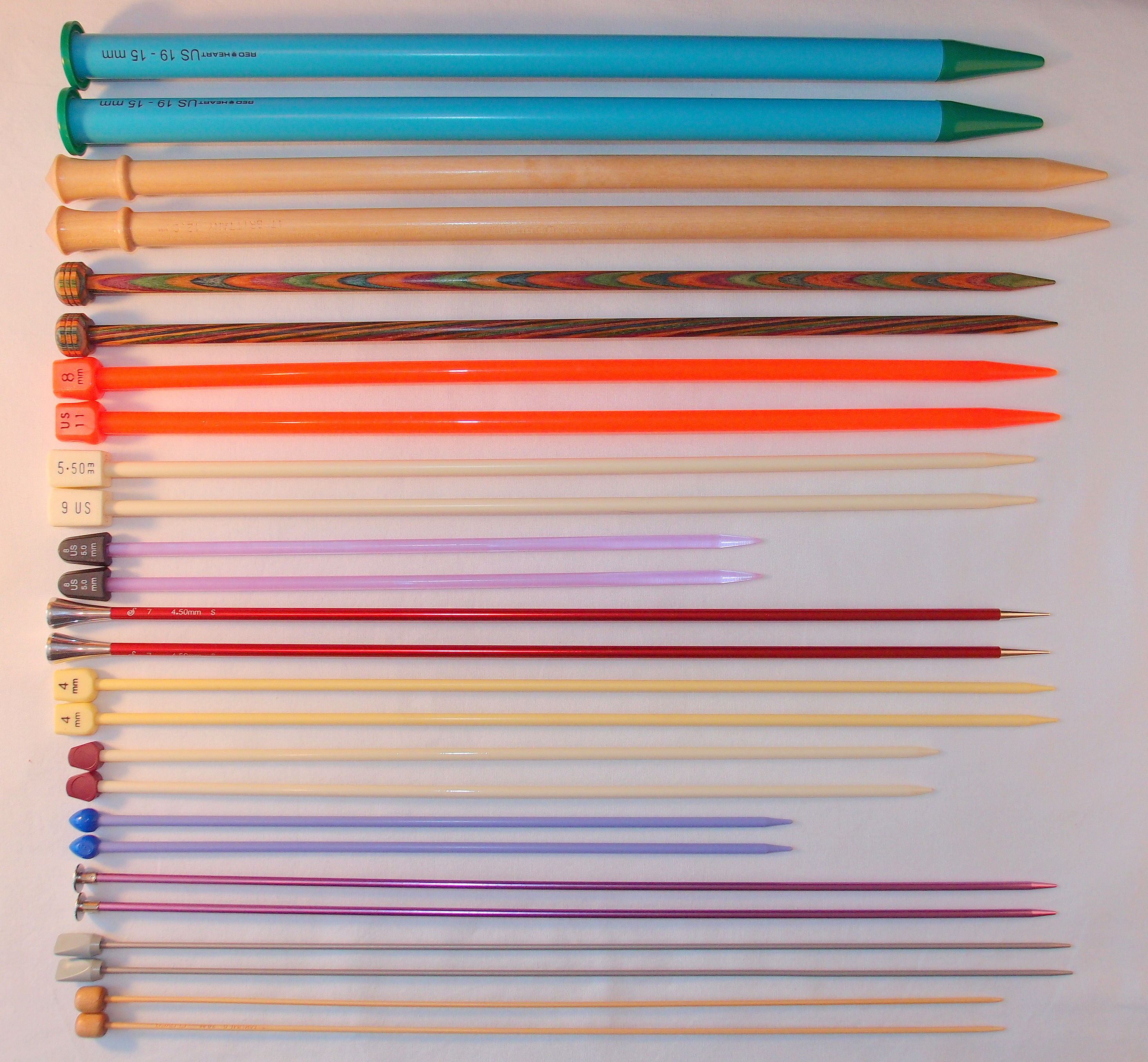
Agulles de fer mitja

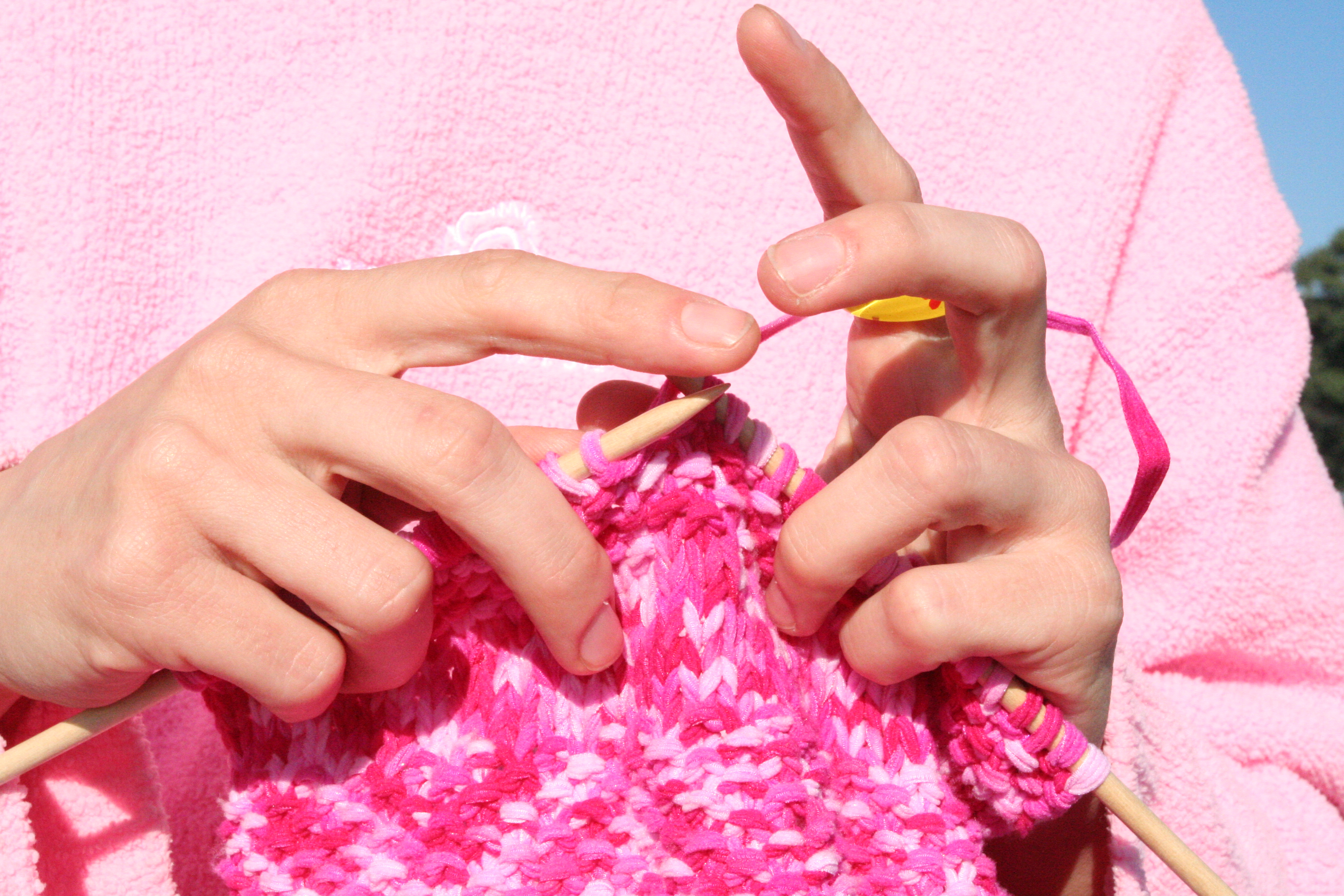
Teixint amb agulles

Una agulla de fer mitja o agulla de punt és una eina usada per a fer punt de mitja i produir teixits de punt. Generalment tenen una barra llarga i són més primes a l'extrem, però no tant com les agulles de cosir.